# Lot (bestemming)

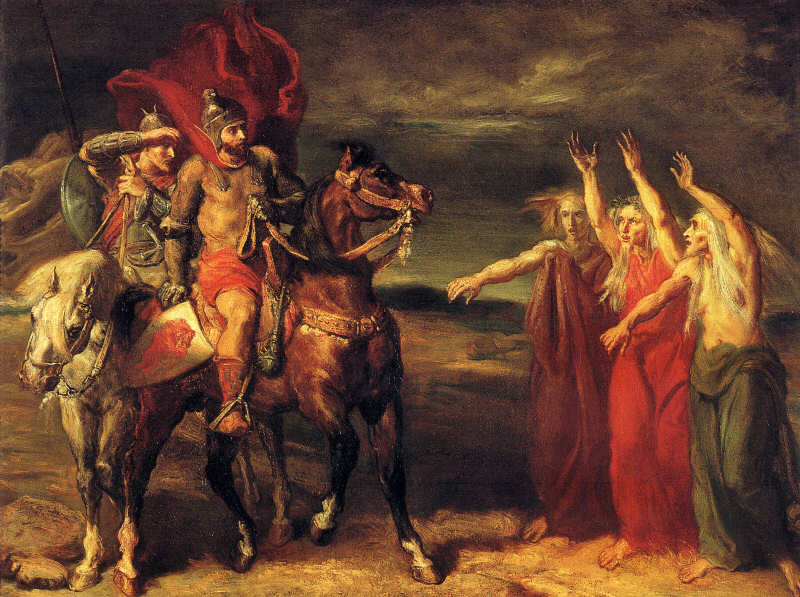
De drie heksen voorspellen de toekomst aan Macbeth, Théodore Chassériau

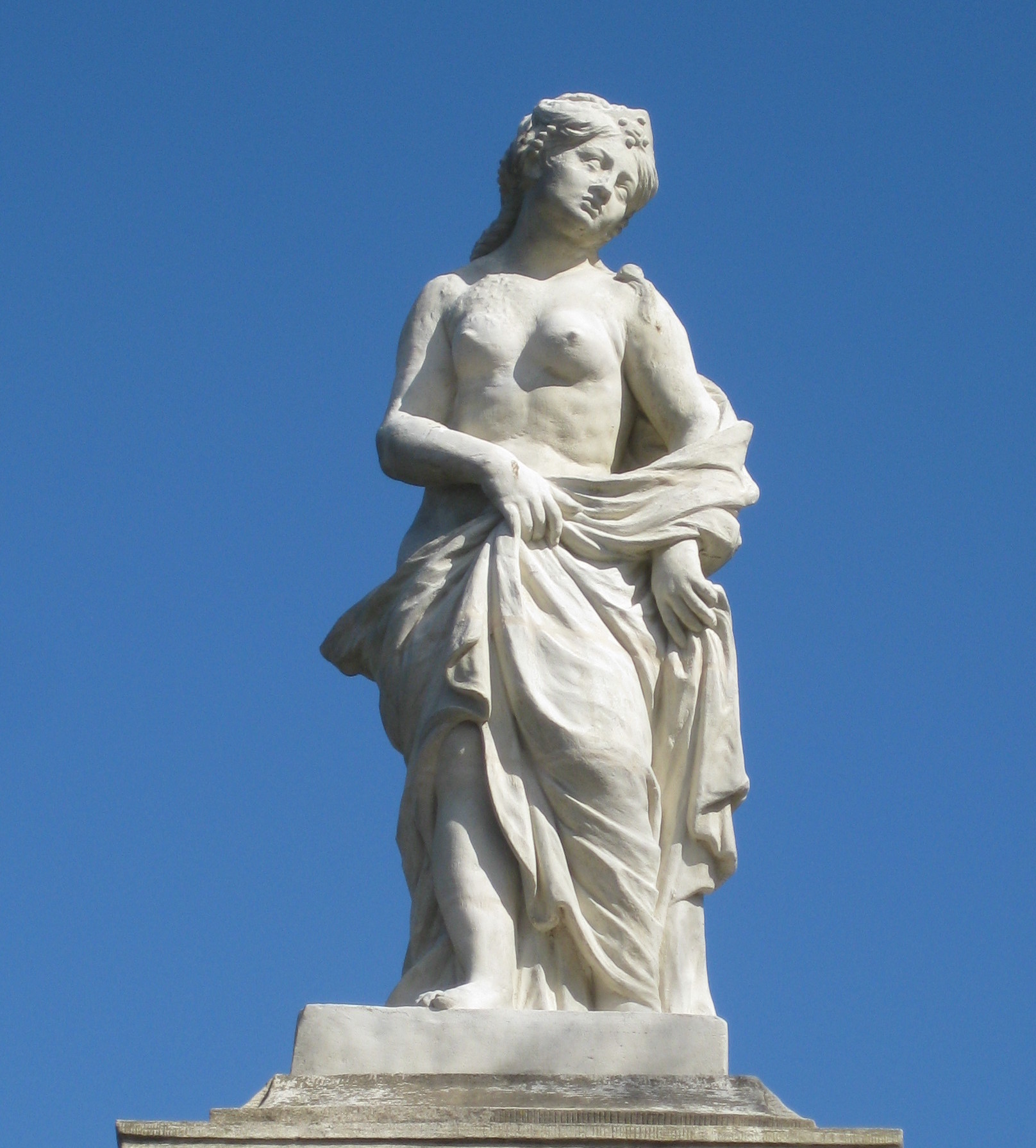
Hekkenpaalsculptuur Het Lot in de Beemster, Rombert Verhulst, ca. 1660

Lot of noodlot is de gedachte dat er een noodzakelijk en onveranderlijk verloop in het leven van een mens of dier plaatsvindt, waarbij de persoon in kwestie niet bij machte is zelf invloed op deze gang van zaken uit te oefenen. In een verwante betekenis verwijst de term naar een specifieke stand van zaken die in de reeks der gebeurtenissen noodzakelijkerwijs verwerkelijkt wordt. Daarmee past de term binnen een deterministische wereldbeschouwing ("er is geen macht op aarde die het lot ondermijnt").

## Personificatie
In verscheidene grote verhalen is het lot gepersonifieerd. Zo zijn bijvoorbeeld in de Griekse mythologie de Moirae verantwoordelijk voor de levensbestemming van een persoon en is in het christendom God de bovennatuurlijke kracht die het wordingsdoel van de mens en de bestemming van zijn ziel bepaalt. In het bijzonder de protestantse predestinatieleer is hier een voorbeeld van. Ook in het oude Germaanse wereldbeeld is het lot (Oudsaksisch: Wurd) een centraal gegeven. In de Noordse mythologie komt de lotsbeschikking tot uiting in de drie schikgodinnen Urd, Verdandi en Skuld, ook bekend als de Nornen.

## Filosofie
In de filosofie vervult het lot onder meer een belangrijke rol in het systeem van de Stoa, van Benedictus de Spinoza, van Arthur Schopenhauer en van Friedrich Nietzsche. De Natuur wordt door hen beschouwd als een volledig gedetermineerd zijnde, waarin alles zich volgens noodzakelijke wetten voltrekt.

### Determinisme
"Extreem determinisme", ofwel het geloof dat het lot allesbepalend is, leidt tot de ontkenning van het bestaan van een vrije wil. Een filosoof die het mechanistische determinisme, dat noodzakelijk is voor de verklaring van natuurlijke fenomenen en voor de beoefening van wetenschap, probeerde te verzoenen met de morele noodzaak van de vrije wil, was Immanuel Kant. Volgens hem bestonden er twee ratio's: de zuivere (theoretische) rede en de praktische rede. De vervreemding die aan deze denkwijze inherent is, poogde Georg Wilhelm Friedrich Hegel op te heffen. Kant zelf meende deze vervreemding geëlimineerd te hebben door beide te herleiden tot het oordeelsvermogen.